# 멘치카츠

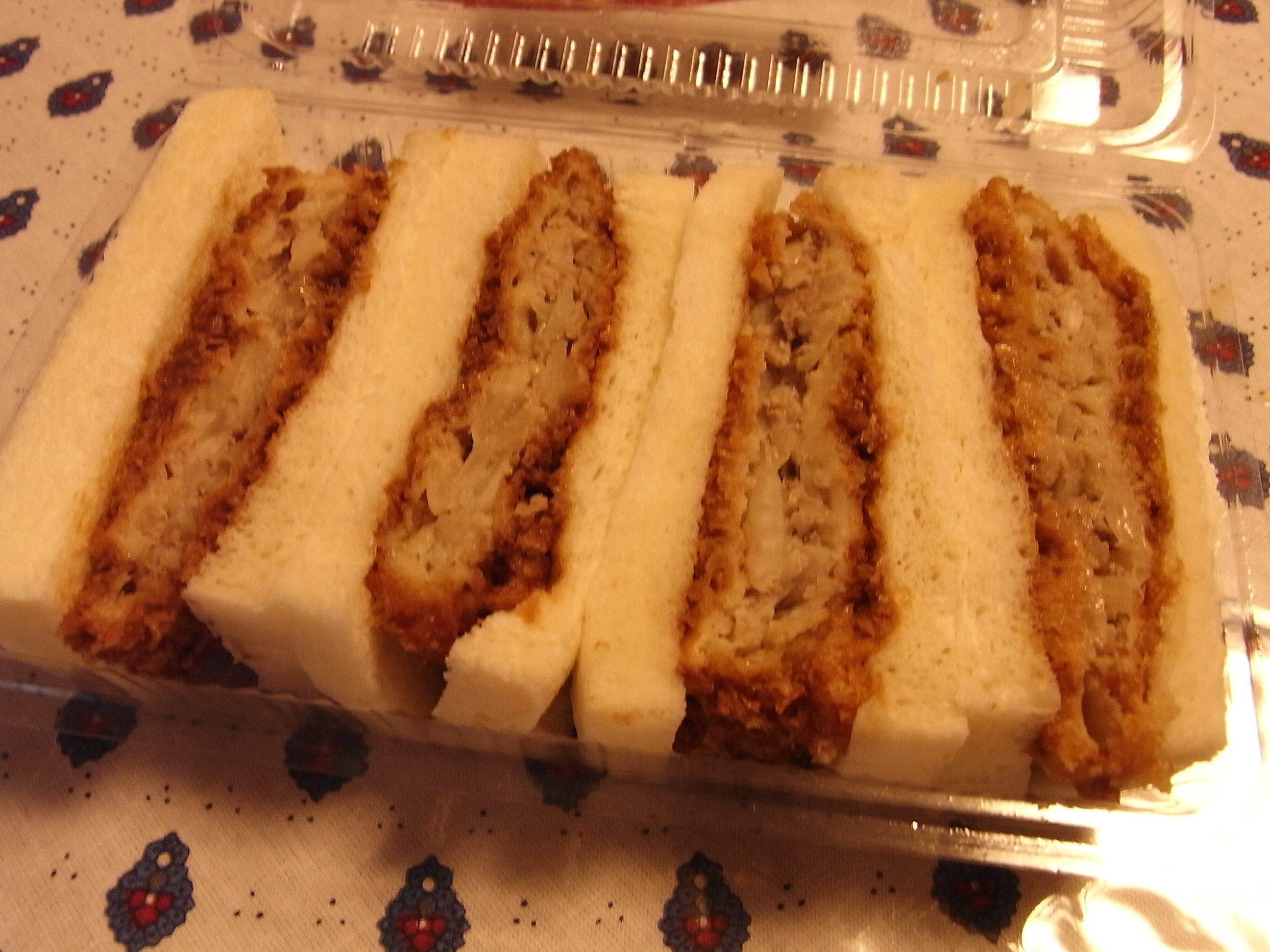
멘치카츠 샌드위치

멘치카츠(일본어: メンチカツ)는 다진 고기를 사용한 일본의 튀김옷 커틀릿 요리이다. 고기는 주로 소고기나 돼지고기, 또는 두 고기를 섞고 갈아서 사용한다. 종종 비싸지 않은 벤토나 일본식 정식에 들어간다. 메이지 시대에 도쿄도 아사쿠사의 "민스 미트 커틀릿"(ミンスミートカツレツ, minced meat cutlet)이 판매한 것이 기원이다. 간토 지방에서 긴키 지방으로 전해졌다고 알려져 있다.

## 조리
다진 고기에 다진 양파, 소금, 후추를 섞어 버무려 패티로 만든다. 이 패티의 양면에 밀가루를 바른다. 이후 달걀을 풀고 빵가루를 더 입혀 황금빛 갈색이 될 때까지 튀긴다.  판코(パンこ)라고 불리는 빵가루는 특별히 탈수 처리되어 다른 빵가루에 비해 질감이 거칠다. 카츠는 일반적으로 일본식 우스터 소스나 돈가스 소스(과일 및 야채 퓨레로 걸쭉한 우스터 소스의 변형), 얇게 썬 양배추와 함께 제공된다.

## 어원
'멘치'와 '카츠'는 'mince'(다진 고기)와 'cutlet'(커틀릿)이라는 단어가 음운학적으로 변형된 단어이다. 카츠는 밀가루, 계란, 빵가루를 입힌 튀김옷 고기 커틀릿을 지칭한다. 멘치카츠는 서양 요리를 변형한 음식으로, 요쇼쿠에 속하는 음식이다. 카츠는 일반적으로 포크 커틀릿이 변형된 돈가스를 일컫는다.

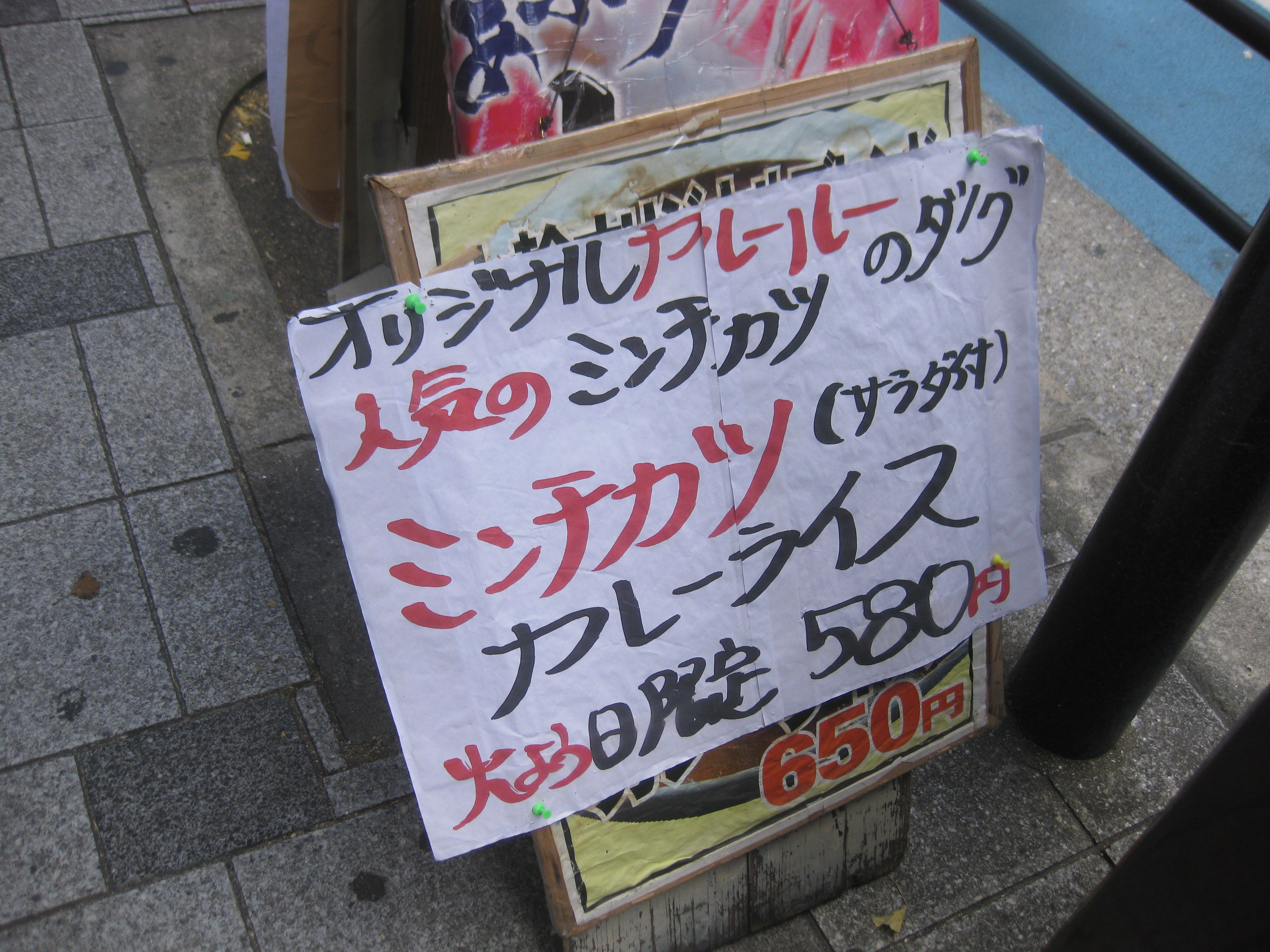
오사카시 주오구의 "ミンチカツ"(민치카츠)라고 쓰여 있는 간판.

멘치카츠는 일본 동부에서 널리 사용되는 반면, 긴키 지방을 포함한 서일본에서는 다진 고기를 '민치'라고 하는 경우가 많았기 때문에 민치로 만든 요리를 민치카츠 (ミンチカツ)라고 더 일반적으로 부른다.

## 대중문화 속에서
- 라이트 노벨 시리즈 이세계 식당에서 멘치카츠는 사라 골드가 그녀의 할아버지 윌리엄 골드의 비밀 보물을 찾던 중 양식당 네코야를 처음 발견한 후 가장 좋아하는 음식이 되었다. 멘치카츠는 윌리엄이 가장 좋아하는 음식이기도 했다.

## 같이 보기
- 민치
- 코프타
- 돈가스